# Elatostema strigosum
Elatostema strigosum är en nässelväxtart som först beskrevs av Bi., och fick sitt nu gällande namn av Justus Carl Hasskarl. Elatostema strigosum ingår i släktet Elatostema och familjen nässelväxter. Inga underarter finns listade i Catalogue of Life.